# 와디즈
와디즈(wadiz)는 2012년 5월에 설립된 대한민국의 크라우드펀딩 플랫폼 기업이다. 
크라우드펀딩으로 시작한 와디즈는 프리오더와 스토어로 사업을 확장했으며, 테크/가전, 뷰티, 패션, 캐릭터 굿즈, 반려동물, 식품, 도서, 키즈, 게임, 만화, 여행 등 다양한 카테고리의 상품들을 제공하고 있다.
"와디즈"라는 사명은 "사막의 강"을 의미하는 아랍어 "wadi(وادي)"에서 유래되었다. 이는 사막과 같은 자본시장에 물줄기를 내며 스타트업과 중소기업의 성장을 이끌겠다는 의미를 담고 있다. 또한, 영어로 "What is"라는 의미도 있어 새롭고 혁신적인 제품을 소개하는 회사의 정체성을 반영한다. 

## 역사
와디즈는 2012년 5월에 설립되었으며, 2013년 6월 리워드형 크라우드펀딩 베타 서비스를 오픈하고 2014년 1월 공식 서비스를 출시했다.
2018년 12월, 누적 펀딩 금액 1,000억 원을 돌파했고, 2019년 10월, 2,000억 원을 돌파했다.
플랫폼의 성장과 함께 와디즈는 크라우드 펀딩 외의 서비스를 확장했다. 2020년 4월, 벤처투자 자회사 "와디즈 파트너스"를  설립했고 같은 달 성수에는 오프라인 매장인  "공간 와디즈"를 오픈했다.
2021년 9월에는 펀딩에서 성공한 프로젝트 중 고객 반응이 우수한 제품 및 서비스를 대상으로 상시 판매를 가능하게 하는  "와디즈 스토어”를 오픈했다. 2023년에는 "프리오더 서비스"를 출시했다.
와디즈는 2020년부터 2022년까지 3년 연속 영국 파이낸셜타임즈 선정 ‘아시아 고성장 기업’으로 선정된 데 이어, 2025년 4번째 선정되었다. 또한, 마쿠아케(일본), 젝젝(대만)과 같은 해외 크라우드펀딩 플랫폼과 전략적 파트너십을 체결했다.
2024년 기준,  7만 건 이상의 크라우드펀딩 프로젝트가 오픈됐으며 누적 거래액 1조 2천억 원을 돌파했다.

## 주요 서비스
- 크라우드펀딩 : 와디즈는 리워드형과 투자형 크라우드펀딩을 제공했으나, 2024년 1월 투자형 크라우드펀딩 서비스를 중단했다. 리워드형 크라우드펀딩은 "메이커"가 "서포터"에게 제품 또는 서비스를 리워드(보상)를 제공하는 형식으로 진행된다.  이를 통해 메이커는 자금을 확보하고 고객들의 관심과 수요를 확인할 수 있다. 프로젝트는 설정된 기간 내에 목표 금액을 달성해야 진행할 수 있다.
- 프리오더: 프리오더 서비스는 펀딩에 성공한 프로젝트를 다시 오픈하는 ‘앵콜 프로젝트’, 국내에서 공식적으로 선보이는 ‘글로벌 프로젝트’를 시작으로 단독 유통, 특별 구성, 한정판 등의 혜택이 담긴 제품과 서비스를 제공한다.
- 스토어: 와디즈 스토어는 펀딩 또는 프리오더에 성공한 제품을 상시 판매할 수 있게 하는 서비스이다.  2024년부터는 3년 미만의 신생 브랜드 혹은 고객 만족도가 높거나 1만 명 이상의 팬을 보유하고 있는 브랜드들이 이전 펀딩 프로젝트 출시 경험이 없더라도 와디즈 스토어에 입점할 수 있게 되었다.[1] 스토어는 펀딩과 달리 구매 즉시 상품을 받을 수 있다. 
  - 2024년 6월에는, 와디즈 스토어 선물하기 서비스를 출시했다. 와디즈 스토어 선물하기는 사용자가 직접 써보고 만족한 제품을 타인에게 선물할 수 있는 서비스이다. 선물과 함께 개인화된 메시지 카드도 발송할 수 있다.[2]
  - 2025년, 와디즈는 와디즈 스토어를 통해 자체 제작 상품 라인인 '와디즈 에디션'을 처음으로 선보였으며, 출시 3일 만에 10억 원의 매출을 달성했다.[3] '와디즈 에디션' 라인은 메이커와의 협업을 통해 개발된 제품으로, 서포터들의 피드백을 바탕으로 제품을 기획하고 개선한 것이 특징이다. '와디즈 에디션'의 첫 번째 제품으로는 온천수 스킨케어 전문 브랜드인 설렙과 개발한 ‘온천수 샤워 필터’가 있다. 해당 제품은 펀딩 진행 당시 서포터들의 주요 요청과 의견들을 반영해 샤워 필터 용량을 개선하였고 그 결과, 판매 개시 3일 만에 완판 되었다.[4]

## 부가 서비스
- 와디즈 파트너 서비스: 와디즈 파트너 서비스는 펀딩을 진행하는 메이커에게 와디즈의 공식 파트너사를 매칭해 주는 서비스이다. 공식 파트너사는 상세페이지 제작, 브랜, 고객 커뮤니케이션 등의 맞춤형 서비스를 제공한다.
- 와디즈 광고 서비스: 와디즈의 광고 서비스는 플랫폼 내 주요 영역에 프로젝트를 노출시킬 수 있는 디스플레이 광고는 물론 푸시 광고 및 타겟 광고의 기회를 제공한다.

- 와디즈 스쿨: 와디즈 스쿨은 프로젝트 진행 방법, 마케팅 전략 등 프로젝트를 성공적으로 진행하기 위해 필요한 노하우와 팁을 제공하는 서비스이다. 스타트업, 중소기업 등 기업의 단계별, 산업 분야별(제조,서비스,문화,예술,IT 등) 세분화된 강의를 통해 맞춤형 콘텐츠를 제공하기 때문에 프로젝트 성공으로 이어지고 있다. 2017년 기준, 300회가 넘는 강의를 통해 5,000명의 누적 수강생을 배출했다.

## 멤버십
서포터 클럽 멤버십
베이직 (월 2,900원)
- 첫 달 무료 체험
- 월 6,000원 할인 쿠폰 제공 (펀딩, 프리오더 3천 원 씩 총 2장)
- 배송비 최대 3,000원 할인 무제한 제공 (펀딩, 프리오더 20,000원 이상 구매 시)

올인원 (월 4,900원)
- 첫 달 무료 체험
- 프로젝트 오픈 알림 (알림 받고 얼리버드 혜택 누리기)
- 월 12,000원 할인 쿠폰 제공 (펀딩, 프리오더, 스토어 3천 원 씩 총 4장)
- 배송비 최대 3,000원 할인 무제한 제공 (펀딩, 프리오더, 스토어 20,000원 이상 구매 시)
- 클럽프라이스 전용관 입장 (최대 60% 할인)

## 프로젝트 사례
- 랩노쉬(Lab Nosh) - 미래형 식사 대용 간편 식품. 와디즈에서 1억 원을 넘긴 최초의 프로젝트로,[5] 전국 올리브영 매장과 롯데 엘큐브 가로수길점 등에 입점하기도 했다.[6]
- 클레어B - 휴대용 공기청정기. 킥스타터에서 목표의 200% 초과 달성을 한 바 있는 프로젝트로 와디즈에서는 목표치보다 287% 초과 달성했다.
- 홍군아 떡볶이 - 2017년 3월에 시작된 프로젝트로, 학업을 포기하고 꿈을 위해 가래떡 전문가가 된 열아홉 홍연우의 이야기가 화제를 모으며 오픈 하루 만에 목표 금액 200%를 달성하는 성과를 이뤘다. 펀딩 모집 한 달 만에 1,100만원 이상을 조달하며 목표의 1147%를 달성했다.[7]
- 인진 - 근거리 발생 파도 에너지를 연구하는 기업. 2016년 3월 와디즈를 통해 218명의 투자자들이 참여하여 총 4억 5천만원을 조달했다. 이 후 유상 증자를 통한 10억원 추가 조달, 벤처캐피털 쿨리지코너 인베스트먼트의 10억원의 후속 투자를 통해 총 25억원을 투자 받아 영국 현지 법인 설립에 성공했다.
- 모헤닉게라지스 - 2014년에 설립된 대한민국 최초 수제 자동차 전문 회사로, 최초로 투자형 크라우드펀딩에 도전한 기업 중 하나. 2016년부터 3차례의 펀딩으로 총 7억원의 자금을 유치했고 스타트업 전용 장외시장 (KSM)에 상장했다.
- 《판도라》 - 재난 블록버스터 영화. 2016년 11월 와디즈를 통해 리워드형과 투자형 크라우드펀딩을 동시에 진행했다. 오픈 13일만에 투자형 크라우드펀딩 한도액인 7억원을 모집하는데 성공했으며, 이는 국내에서 진행된 영화 분야 투자형 크라우드펀딩 중 최고 금액을 기록한 프로젝트이다.
- 크루이슬러(주) - 아이독케어를 와디즈에 런칭하여 오픈 1시간 내에 312%를 달성하며 반려동물 셀프미용에 큰 획을 그은 프로젝트를 진행하였다.
- 아렌시아- '떡솜 클렌저'로 와디즈 펀딩에서 4억 1000만원을 달성하며 인기 상품으로 급부상했으며 이후 29CM, 카카오톡 선물하기 등의 후속 유통 채널에 입점하고 성수동에 팝업 스토어를 열기도 했다.
- 제로앱솔루- 제로앱솔루는 크런치 형태의 애플 사이다 비니거를 선보여 펀딩금 2억 4000만원을 달성했다. 또한 프리오더를 통해 하루 만에 1억 1000만원을 기록하며 실시간 랭킹 1위를 차지했다.
- 매그모 아이폰 자동 통화 녹음기- 펀딩 목표 금액 8만9,100% 달성률과 4.4억 원이 넘는 펀딩금이 모인 상품이다.
- 그릴스유니온- 1인 사업자로 운영하던 그릴스유니온은 와디즈에서 펀딩 성공 후 와디즈 넥스트브랜드에 선정돼 와디즈 파트너스로부터 투자를 받았다. 이후 무신사에 입점하는 것은 물론 2024년 일본 크라우드펀딩 마쿠아케에 펀딩 프로젝트를 열어 약 2000만원의 매출을 올렸다.[8]
- 제이닷- 크리스마스 트리와 쥬얼리를 취급하는 브랜드이다. 와디즈에서 33억원 이상 누적 펀딩액을 확보했으며 이후 롯데홈쇼핑에 시즌 제품으로 진출해 2억 매출을 달성했다.
- 제주텐져린즈 프로젝트- 제주도 들개들의 새 가족을 찾아 주기 위해 진행된 유기견 후원 펀딩 프로젝트이다. '반려견 아이돌 데뷔 프로젝트'라는 스토리를 구성해 들개 구조를 '길거리 캐스팅', 가족 찾기를 '데뷔'로 비유하며 흥미로운 요소를 더했고 그 결과, 후원자가 60명 이상 참여하면서 목표액 1000만원을 넘기며 목표 금액 191%를 달성했다.[9]
- 미혼부 가정 지원 프로젝트- 와디즈의 사회공헌팀 '와디즈wa'가 시작한 프로젝트로, 서포터 242명이 참여해 1,130만 원의 기부금을 모았고 미혼부 가정 아이들의 주민등록 절차에 필요한 소송 비용, 임시거주 비용 등을 지원했다.[10]

## 기업의 사건사고

### 사기 사례

#### 중국 쇼핑몰 판매 제품 펀딩 모집
- 4500루멘 빔프로젝터 ( 안시루멘? 그게 뭐에요 ? )
- 절대고무장갑 ( 아연검출, 식품용으로 사용 불가능한 제품. 다용도로 직구 후 식품용으로 판매  )

#### 허위광고, 지적재산권도용
- 포세이온 : 육각수 샤워기 - 허위광고, 타인의 재산권(논문) 남용
- 머슬레인 : 운동용품 - 미국 회사 Bodyboss 재산권 도용
- 보노비비 : 수제신발 - 이탈리아 회사 부테로 카레라 재산권 도용

와디즈의 정책 및 약관

## 서포터 보호 정책
- 펀딩 반환 정책: 메이커의 과실로 인해 리워드 배송이 지연되거나, 배송된 리워드에 하자가 있는 경우에 펀딩금 반환이 가능하다.제도 도입 이후 펀딩금 반환 비율은 전체의 2% 대다.
- 투명성 보고서: 서포들이 접수한 신고 내역과 그에 대한 조치 결과를 담은 보고서이다. 프로젝트 신고 접수 데이터를 중심으로 구성되어 있으며 그 외 모니터링 활동에 대한 데이터를 투명하게 담고 있다. 2020년 8월 투명성 보고서가 발표되었을 때 보고 건수는 전월 대비 81% 감소했으며, 보고된 프로젝트 건수도 33% 감소하여 감소 추세를 보였다.